# Flugplatz Nienburg-Holzbalge

i7
i11
i13
Der Flugplatz Nienburg-Holzbalge (ICAO-Code: EDXI) ist ein Sonderlandeplatz im Landkreis Nienburg/Weser. Er ist für Segelflugzeuge, Motorsegler, Ultraleichtflugzeuge und Motorflugzeuge mit einem Höchstabfluggewicht von bis zu zwei Tonnen zugelassen.